# 영화로 (영천시)
영화로(Yeonghwa-ro)는 대한민국의 경상북도 영천시 남부동 주남네거리에서 시작하여, 동부동을 거쳐 동부삼거리까지 연결하는 도로이다.

## 노선 경로
- 주남네거리 - 천문로
- 완산교 - 중앙선 통과
- 영화교삼거리 - 강변로
- 영화교 (금호강)
- 네거리 명칭 미상 - 동부로, 장천길
- 동부네거리 - 호국로
- 망정로와 직결 (동부동, 영천호 방향)